# ニュースロータリー (北海道テレビ)
『ニュースロータリー』は、北海道テレビで1968年11月4日から1990年3月30日まで放送されていた平日夕方の北海道向け長寿ローカルワイドニュース番組。

## 概要
1968年11月4日、HTBが開局した翌日に放送開始した夕方のローカルニュース番組で、今日の『イチオシ!!』のルーツにあたる番組でもある。
当初は平日18時からのスポットニュースであったが、1971年4月1日から土曜日の放送が開始。1973年10月1日から夕方の「ANNニュース」の放送時間が18:30 - 18:45となったのに伴い、1981年10月2日まで「ANNニュース」・「ANNニュースレーダー」の後に放送される形を取った。（土曜版は終了まで「ANNニュースレーダー」後に放送された）
1971年12月1日からカラー放送が行われた。1978年、道内他テレビ局に先駆けてENGシステムを導入した。
1980年の本社新館完成前までは、スタジオからの放送ではなく、社屋内の一角に設けたニュースロータリーコーナーというスペースから放送されていた。
1981年10月5日から平日の放送時間がANNニュースレーダー前の18:15 - 18:30に変更。1982年3月29日から平日の放送時間が18:10 - 18:30となり、20分化を機に今まで男性キャスター単独による進行から、男女2人による進行となる。
1983年4月4日から「パーマン」放送開始に伴い、「ANNニュースレーダー」の放送開始時間が5分繰り上がったことにより、ニュースロータリーも5分繰り上げとなり、平日は18:05開始となるが、土曜版はANNニュースレーダーの後に時間が取れなくなったため、1983年4月2日終了。
1984年10月1日から、放送時間が18:00 - 18:25となり、これまでで最長の25分間となる。
1986年9月29日から、「ANNニュースレーダー」の全国ニュース枠とローカル枠が交換したため、放送時間が18:22 - 18:45となり1987年3月30日の藤子アニメ枠が5分短縮となったため、終了時刻が18:50となる。
1987年10月19日から、ANN平日夕方の全国ニュースが「ニュースシャトル ANN」となったため、3年ぶりに18時開始となり、放送時間が30分となる。
1989年4月3日から「ニュースシャトル ANN」が18時開始になったことに伴い、18:25 - 18:55と開始時間が25分繰り下がる。1989年10月2日から全国ニュースが「600ステーション ANN」となったため、放送時間が18:30 - 18:55となる。
1990年3月30日をもって終了、HTB開局以来続いた21年半の歴史に幕を下ろした。後番組はこの番組のサブキャスターを務めた城ゆりをメインに据えた「ニュースウェーブ」である。

## 放送時間

### 平日
- 1968年11月4日 - 1969年3月28日：18:00 - 18:07
- 1969年3月31日 - 1971年4月2日：18:00 - 18:12（「こども世界ニュース」が終了のため拡大）
- 1971年4月5日 - 1973年9月28日：18:00 - 18:10（「ANNニュース」が18:40開始となり、18:15からのアニメ再放送枠が5分繰り上げ）
- 1973年10月1日 - 1975年3月28日：18:45 - 18:55（「ANNニュース」が18:30開始、アニメ再放送枠は18時からとなる）
- 1975年3月31日 - 1981年10月2日：18:50 - 19:00（「ANNニュースレーダー」開始のため）
- 1981年10月5日 - 1982年3月26日：18:15 - 18:30
- 1982年3月29日 - 1983年4月1日：18:10 - 18:30
- 1983年4月4日 - 1984年9月28日：18:05 - 18:25
- 1984年10月1日 - 1986年9月26日：18:00 - 18:25
- 1986年9月29日 - 1987年3月27日：18:22 - 18:45
- 1987年3月30日 - 1987年10月16日 - 18:22 - 18:50
- 1987年10月19日 - 1989年3月31日：18:00 - 18:30
- 1989年4月3日 - 9月29日：18:25 - 18:55
- 1989年10月2日 - 1990年3月30日：18:30 - 18:55

### 土曜日
- 1971年4月10日 - 1973年9月29日：18:00 - 18:10
- 1973年10月6日 - 1975年3月29日：18:45 - 18:55
- 1975年4月5日 - 1983年4月2日：18:50 - 19:00

## 歴代出演者

### 男性キャスター
- 木島豊
- 菅原安信（「髭のキャスター」として当時話題に。冒頭に必ず「ごきげんよう!!菅原安信です」と挨拶していた）[3]
- 小野塚勝（1984年10月 - ）[4]
- 原田俊夫

### 女性キャスター
- 小田澄子[5]

以下の女性キャスターは番組が20分となった1982年3月29日以降の出演
- 中村尚美[3]
- 石森久子[4]
- 植松緑
- 清文枝[4]
- 城ゆり
- 花房みどり